# Katowice Uniwersytet
Ten artykuł dotyczy przyszłego wydarzenia. Informacje w nim zawarte mogą się zmienić wraz z pojawieniem się nowych faktów, a początkowe doniesienia mogą być niepewne. Ostatnie aktualizacje tego artykułu mogą nie odzwierciedlać najbardziej aktualnych informacji.
Katowice Uniwersytet − planowany przystanek osobowy w rejonie ulicy Paderewskiego na północnym obrzeżu dzielnicy Osiedle Paderewskiego-Muchowiec w Katowicach w województwie śląskim w Polsce.

## Historia
Koncepcja budowy przystanku na osiedlu Paderewskiego powstała w latach 80. w ramach Kolei Ruchu Regionalnego zakładająca budowę przystanku z jednym peronem wyspowym na osobnej linii mającej obsługiwać ruch aglomeracyjny. Początkowo przystanek nosił nazwę roboczą Katowice Paderewskiego, która została zmieniona następnie na Katowice Murckowska. Projekt zakładał skomunikowanie przystanku z Akademią Ekonomiczną oraz dzielnicami Bogucice i Zawodzie z których miały napływać potoki pasażerskie. Budowa wraz z linią aglomeracyjną miała zostać zrealizowana w ramach zadania 1 w latach 1991−1998. Z uwagi na odcięcie finansowe na budowę Kolei Ruchu Regionalnego w 1992 roku do realizacji prac nad I etapem nigdy nie przystąpiono, w związku czym nie podjęto się budowy przystanku.
Do pomysłu budowy przystanku na osiedlu Paderewskiego powrócono w ramach zadania "Prace na podstawowych ciągach pasażerskich (E30 i E65) na obszarze Śląska, Etap I: linia E65 na odc. Będzin − Katowice − Tychy − Czechowice-Dziedzice – Zebrzydowice" związanego z koncepcją Kolei Metropolitalnej. W porównaniu do pierwotnych koncepcji nowym projekcie zakładana jest budowa dwóch peronów jednokrawędziowych, zamiast wyspowego, które mają zostać zlokalizowane na torach wydłużonej w tym celu linii kolejowej nr 659 pomiędzy którą mają biec tory linii kolejowej nr 1 i linii kolejowej nr 138. W nowym projekcie przystanek otrzymał nazwę Katowice Uniwersytet, a przystanek docelowo ma być zlokalizowany pomiędzy ulicą Władysława Łokietka, a Ignacego Paderewskiego.
5 kwietnia 2024 PLK podpisały umowę na modernizację linii kolejowej Katowice Szopienice Południowe – Katowice Piotrowice wraz z budową trzech dodatkowych przystanków, w tym Katowice Uniwersytet. Modernizację linii przeprowadza konsorcjum firm Torpol i Intop. Prace nad przebudową linii rozpoczęły się we wrześniu 2024.